# Ursula Bellugi

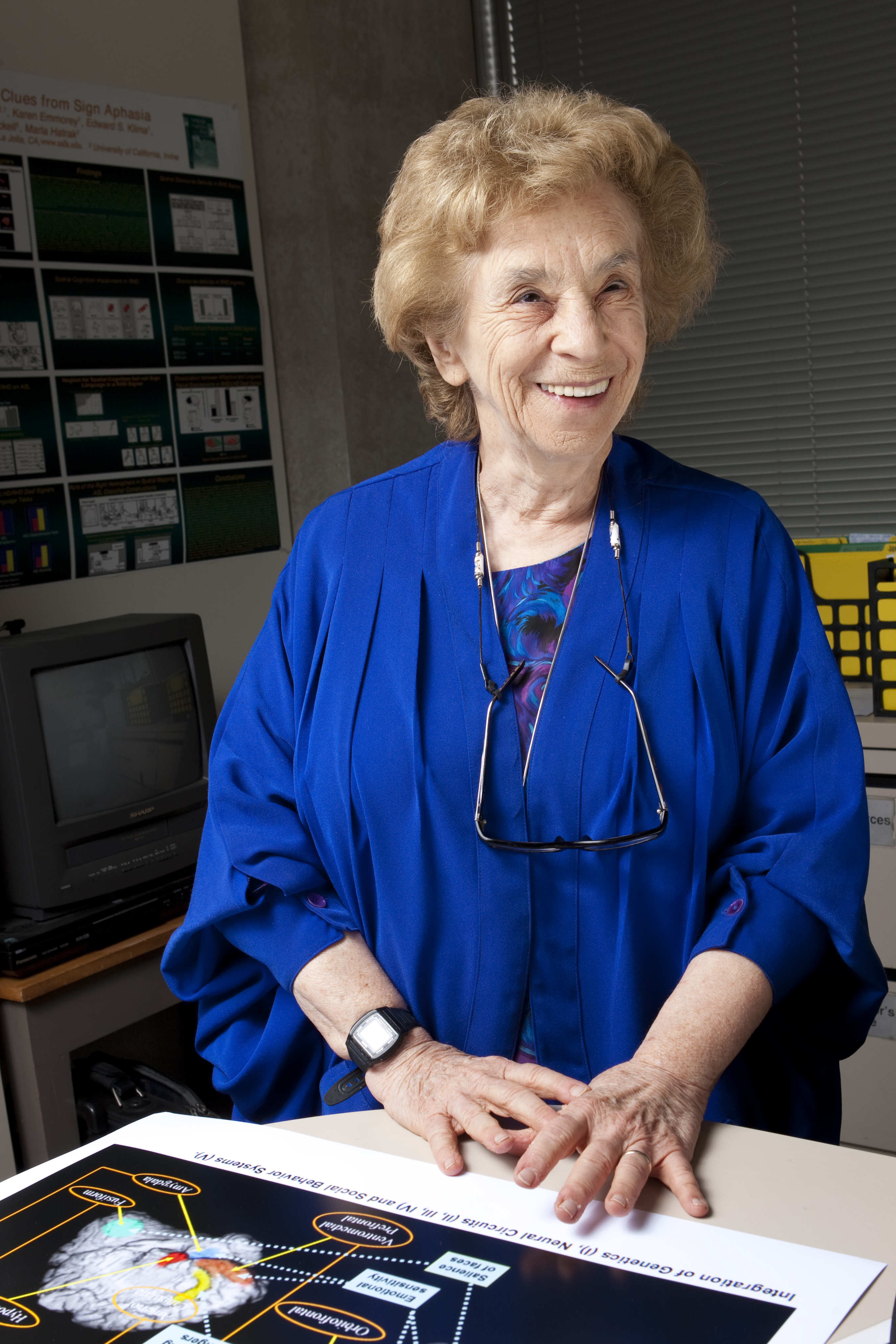
Ursula Bellugi, 2010

Ursula Bellugi (* 21. Februar 1931 in Jena; + 17. April 2022 in La Jolla) war eine amerikanische Neurowissenschaftlerin. Sie war eine angesehene Professorin und Direktorin des Labors für kognitive Neurowissenschaften am Salk Institute in La Jolla, Kalifornien. Bekannt wurde sie durch ihre Forschung der neuronalen Grundlagen der American Sign Language und der Sprachdarstellung von Personen mit Williams-Syndrom.

## Leben
Bellugi wurde als Tochter von Max und Edith Herzberger (geb. Kaufmann) in Jena geboren.
Ihr Vater Maximilian Herzberger war ein Physiker und Mathematiker an der Universität Jena. Weil er Jude war, verlor er seine Arbeit bei der Machtübernahme Adolf Hitlers. Albert Einstein half ihm auf seiner Flucht nach Rochester (Bundesstaat New York), wo er Vorsitzender der „Kodak company's optical research laboratories“ wurde.
Nach der Flucht machte Bellugi ihren Schulabschluss und studierte danach Psychologie, um 1952 einen Bachelor vom Antioch College und 1967 einen Master von der Harvard University zu erhalten.
1954 heiratete Bellugi den italienischen Dirigenten Piero Bellugi. Von ihm wurde sie in Cambridge geschieden.
Sie führte die meisten ihrer Forschungen zusammen mit ihrem zweiten Mann Edward Klima durch, einem Linguisten, der ebenfalls auf die Erforschung der American Sign Language (ASL) an der University of California, San Diego (UCSD) spezialisiert war. Sie hatte zwei Söhne.
Ursula Bellugi starb am 17. April 2022 in La Jolla.

## Karriere
1968 zog Ursula Bellugi nach Kalifornien, um am Salk Institute zu arbeiten, nachdem sie Assistenzprofessorin und Forschungsstipendiatin an der Havard Universität war. Anfang 1970 wurde sie Direktor des Labors für kognitive Neurowissenschaften. 1977 war sie Professorin an der University of California, San Diego und ab 1995 an der San Diego State University. Damit war das Sloan Center für Theoretical Neurobiology am Salk Institute verbunden.

## Forschung
Bellugis Forschungen befassten sich hauptsächlich mit der Sprachverarbeitung, insbesondere der American Sign Language. Sie war für die Entdeckung der linken Gehirnhälfte als Sprachverarbeitungsort aller Sprachvarietäten verantwortlich. Sie bewies als Erste, dass ASL eine Sprache ist.
Sie befasste sich darüber hinaus mit den Sprachkenntnissen beim Williams-Syndrom, einer genetischen Störung, die den Verfall von Sprache, Mimikerkennung und soziale Umgangsformen bedingt, im Kontrast zu schweren Einschränkungen in anderen kognitiven Fähigkeiten. Die Forschung für die zugrundeliegende biologische Basis für diese Störung bietet neue Möglichkeiten zum Verständnis wie Gehirnstrukturen und -funktionen arbeiten.

## Ehrungen und Auszeichnungen
Zahlreiche Auszeichnungen, darunter den Neuronal Plasticity Prize (1992) der Ipsen-Stiftung und den „Distinguished Scientific Contribution Award“ der American Psychological Association (1992) bekam Bellugi. 2007 wurde sie zum Mitglied der American Association for the Advancement of Science gewählt und 2007 zum Mitglied der National Academy of Sciences.  Sie war Berater für den Rat des „National Institute on Deafness and Other Communication Disorders“.

## Publikationen

### Bücher
- The Signs of Language. Klima, E.S., & Bellugi, U. Cambridge, MA:  Harvard University Press, 1979.  —Paperback Edition, 1988; —Reprinted, 1995. (Award from Association of American Publishers for Most Outstanding Book in the Behavioral Sciences).
- Signed and Spoken Language:  Biological Constraints on Linguistic Form. Bellugi, U., & Studdert-Kennedy, M. Dahlem Konferenzen.  Weinheim/Deerfield Beach, FL:  Verlag Chemie, 1980.
- What the Hands Reveal about the Brain.  Poizner, H., Klima, E.S., & Bellugi, U. Cambridge, MA: MIT Press/Bradford Books, 1987.
- Language, modality and the brain. Trends in Neurosciences. 10, 380–388.  (Reprinted in M.H. Johnson (Ed.), Brain development and cognition.  London: Blackwell).
- Clues to the neurobiology of language. Bellugi, U., & Hickok, G. Washington, DC:  Library of Congress.
- The signs of aphasia. In: F. Boller & J. Grafman (Eds.), Handbook of neuropsychology, (2nd ed S. 38–50). Hickok, G., & Bellugi, U. Amsterdam, The Netherlands:  Elsevier Science Publishers.
- Bridging cognition, brain and molecular genetics: Evidence from Williams syndrome. Trends in Neurosciences, 5, 197–208. Bellugi, U., Lichtenberger, L., Mills, D., A. Galaburda & Korenberg, J.R. (1999).
- Journey from cognition to brain to gene:  New perspectives from Williams Syndrome. Bellugi, U. & St. George, M. (Eds.) Cambridge, MA:  MIT Press, 2001.
- Affect, social behavior and brain in Williams syndrome. Current Directions in Psychological Science. Bellugi, U., Järvinen-Pasley, A., Doyle, T., Reilly, J., & Korenberg, J. (2007).
- Williams syndrome : A neurogenetic model of human behavior. In: Encyclopedia of the Human Genome. Korenberg, J.R., Bellugi, U., Salandanan, L.S., Mills, D.L., & Reiss, A.L.

### Weitere Publikationen
- Thanathom Chailangkarn, Cleber A. Trujillo, Beatriz C. Freitas, Branka Hrvoj-Mihic, Roberto H. Herai, Yu, Diana X. Yu, Timothy T. Brown, Maria C. Marchetto, Cedric Bardy (2016-08-18). „A human neurodevelopmental model for Williams syndrome“. Nature.
- A. Bhatara, E.M. Quintin, B. Levy, U. Bellugi, E. Fombonne und D.J. Levitin, (2010). Perception of emotion in musical performance in adolescents with Autism spectrum disorder. Autism Research, 3, 214–225. PMC 2963682 (freier Volltext), (PDF)